# Élections législatives slovènes de 1996
Les élections législatives slovènes de 1996 (en slovène : Državnozborske volitve v Sloveniji 1996) se tiennent le samedi 16 novembre 1996, afin d'élire les 90 députés de la 2e législature de l'Assemblée nationale pour un mandat de quatre ans.
Au pouvoir depuis quatre ans, la Démocratie libérale slovène (LDS) du président du gouvernement Janez Drnovšek conforte sa place de premier parti du pays. Ses alliés des Chrétiens-démocrates slovènes (SKD) sont eux en recul, perdant leur deuxième place et un tiers de leurs députés, au profit du Parti populaire slovène (SLS). Il faut trois mois à Drnovšek pour constituer un gouvernement de coalition, rassemblant notamment la LDS et le SLS.

## Contexte
Lors des élections législatives du 6 décembre 1992, le Parti libéral-démocrate (LDS) du président du gouvernement Janez Drnovšek devient le premier parti de la Slovénie indépendante avec 23,5 % des voix et 22 députés sur 90. Au cours de l'élection présidentielle (sl) tenue le même jour, le président de la République Milan Kučan est réélu au premier tour avec plus de 63 % des voix.
Drnovšek forme en sept semaines un gouvernement de coalition réunissant les Chrétiens-démocrates slovènes (SKD), la Liste unie (ZL) et le Parti social-démocrate de Slovénie (SDSS). Forte de 55 parlementaires, cette alliance bénéficie du soutien sans participation des Verts de Slovénie (Zeleni).
La majorité parlementaire se délite peu à peu pendant la législature, les ministres du SDSS se retirant du cabinet dès le 29 mars 1994. Ils sont suivis environ deux ans plus tard, le 31 janvier 1996, par ceux de la ZL.

## Mode de scrutin
L'Assemblée nationale (Državni zbor) est la chambre basse du Parlement bicaméral de la Slovénie. Elle est composée de 90 députés élus pour quatre ans dont 88 au scrutin proportionnel plurinominal de liste avec vote préférentiel et seuil électoral de 3 % dans huit circonscriptions de 11 sièges. Après décompte des voix, les sièges sont répartis dans chaque circonscription sur la base du quotient de Droop, puis au niveau national pour les sièges restants selon la méthode d'Hondt. Pour chaque liste, les mandats sont attribués en fonction du nombre de votes préférentiels obtenus par les candidats.
Les deux autres sièges sont réservés aux minorités italiennes et hongroises à raison d'un député chacune, élus en un seul tour à l'aide d'un système de vote pondéré : la méthode Borda. Les électeurs concernés classent les candidats sur le bulletin de vote en leur attribuant des chiffres en partant de 1 pour leur candidat favori. Le candidat classé en premier reçoit autant de voix que de candidats dans la liste, celui classé deuxième une de moins, et ainsi de suite. Le candidat ayant recueilli le plus de voix est déclaré élu. Les slovènes votant pour les représentants des minorités peuvent aussi participer à l'élection des 88 autres sièges.

## Principales forces politiques
| Parti | Parti                                                                                     | Idéologie                                                            | Chef de file                               | Résultat en 1992          |
| ----- | ----------------------------------------------------------------------------------------- | -------------------------------------------------------------------- | ------------------------------------------ | ------------------------- |
|       | Démocratie libérale slovène Liberalna demokracija Slovenije (LDS)                         | Centre Social-libéralisme                                            | Janez Drnovšek (Président du gouvernement) | 23,5 % des voix 22 sièges |
|       | Chrétiens-démocrates slovènes Slovenski krščanski demokrati (SKD)                         | Centre droit Démocratie chrétienne                                   | Alojz Peterle                              | 14,5 % des voix 15 sièges |
|       | Liste unie des sociaux-démocrates Združena lista socialnih demokratov (ZL)                | Centre gauche Social-démocratie                                      | Janez Kocijančič (sl)                      | 13,6 % des voix 14 sièges |
|       | Parti national slovène Slovenska nacionalna stranka (SNS)                                 | Droite à extrême droite Nationalisme, conservatisme, euroscepticisme | Zmago Jelinčič Plemeniti (sl)              | 10 % des voix 12 sièges   |
|       | Parti populaire slovène Slovenska ljudska stranka (SLS+SKD)                               | Centre droit Conservatisme, agrarisme, démocratie chrétienne         | Marjan Podobnik (sl)                       | 8,7 % des voix 10 sièges  |
|       | Verts de Slovénie Zeleni Slovenije (Zeleni)                                               | Centre droit Démocratie chrétienne, conservatisme                    | Inconnu                                    | 3,7 % des voix 5 sièges   |
|       | Parti social-démocrate de Slovénie Socialdemokratska stranka Slovenije (SDSS)             | Centre gauche Social-démocratie                                      | Janez Janša                                | 3,3 % des voix 4 sièges   |
|       | Parti démocrate des retraités slovènes Demokratična stranka upokojencev Slovenije (DeSUS) | Centre Social-libéralisme, défense des retraités                     | Janko Kušar (sl)                           | Inexistant                |

## Résultats
|                           |                                                                           |                                  |                                  |                                  |        |               |  |  |
| Parti                     | Parti                                                                     | Voix                             | %                                | +/-                              | Sièges | +/-           |  |  |
|                           | Démocratie libérale slovène (LDS)                                         | 288 783                          | 27,01                            | 3,55                             | 25     | 3             |  |  |
|                           | Parti populaire slovène (SLS)                                             | 207 186                          | 19,38                            | 10,69                            | 19     | 9             |  |  |
|                           | Parti social-démocrate de Slovénie (SDSS)                                 | 172 470                          | 16,13                            | 12,79                            | 16     | 12            |  |  |
|                           | Chrétiens-démocrates slovènes (SKD)                                       | 102 852                          | 9,62                             | 4,89                             | 10     | 5             |  |  |
|                           | Liste unie des sociaux-démocrates (ZL)                                    | 96 597                           | 9,03                             | 4,55                             | 9      | 5             |  |  |
|                           | Parti démocrate des retraités slovènes (DeSUS)                            | 46 152                           | 4,32                             | Nv.                              | 5      | 5             |  |  |
|                           | Parti national slovène (SNS)                                              | 34 422                           | 3,22                             | 6,80                             | 4      | 8             |  |  |
|                           | Parti démocratique de Slovénie - Démocrates de Slovénie (sl) (DS)         | 28 624                           | 2,68                             | 2,33                             | 0      | 6             |  |  |
|                           | Verts de Slovénie (Zeleni)                                                | 18 853                           | 1,76                             | 1,94                             | 0      | 5             |  |  |
|                           | Parti des entrepreneurs et des artisans slovènes - Parti du centre (SOPS) | 12 335                           | 1,15                             | 0,45                             | 0      | en stagnation |  |  |
|                           | Forum slovène et partis territoriaux (SF)                                 | 11 383                           | 1,06                             | 0,21                             | 0      | en stagnation |  |  |
|                           | Parti libéral (LS)                                                        | 7 972                            | 0,75                             | 0,85                             | 0      | en stagnation |  |  |
|                           | Parti national du travail (NSD)                                           | 5 827                            | 0,54                             | Nv.                              | 0      | en stagnation |  |  |
|                           | Alternative verte de Slovénie (ZA)                                        | 5 602                            | 0,52                             | Nv.                              | 0      | en stagnation |  |  |
|                           | Association républicaine de Slovénie (RZS)                                | 5 071                            | 0,47                             | 0,02                             | 0      | en stagnation |  |  |
|                           | Parti communiste de Slovénie (KPS)                                        | 5 027                            | 0,47                             | Nv.                              | 0      | en stagnation |  |  |
|                           | Union chrétienne-sociale (KSU)                                            | 4 767                            | 0,45                             | Nv.                              | 0      | en stagnation |  |  |
|                           | Droite nationale slovène (SND)                                            | 3 327                            | 0,31                             | Nv.                              | 0      | en stagnation |  |  |
|                           | Autres partis                                                             | 4 556                            | 0,43                             | –                                | 0      | –             |  |  |
|                           | Indépendants                                                              | 7 398                            | 0,69                             | 0,31                             | 0      | en stagnation |  |  |
|                           | Minorités hongroise et italienne                                          | Minorités hongroise et italienne | Minorités hongroise et italienne | Minorités hongroise et italienne | 2      | en stagnation |  |  |
|                           |                                                                           |                                  |                                  |                                  |        |               |  |  |
| Suffrages exprimés        | Suffrages exprimés                                                        | 1 069 204                        | 94,10                            |                                  |        |               |  |  |
| Votes blancs et invalides | Votes blancs et invalides                                                 | 67 007                           | 5,90                             |                                  |        |               |  |  |
| Total                     | Total                                                                     | 1 136 211                        | 100                              | –                                | 90     | en stagnation |  |  |
| Abstentions               | Abstentions                                                               | 406 007                          | 26,33                            |                                  |        |               |  |  |
| Inscrits/Participation    | Inscrits/Participation                                                    | 1 542 218                        | 73,67                            |                                  |        |               |  |  |

## Conséquences
Vainqueur du scrutin, le président du gouvernement Janez Drnovšek met environ trois mois pour constituer son troisième gouvernement, qui réunit la Démocratie libérale slovène (LDS), le Parti populaire slovène (SLS) et le Parti démocrate des retraités slovènes (DeSUS).